# ルイ＝オーギュスト・ジラルド
ルイ＝オーギュスト・ジラルド（Louis-Auguste Girardot、1856年9月27日 - 1933年4月23日）はフランスのオリエンタリズムの作品を描いた、画家、版画家である。

## 略歴
オート＝ソーヌ県のルラン＝ヴェルシャン(Loulans-Verchamp)で商人の息子に生まれた。1881年から1886年の間、パリ国立高等美術学校で、ジャン＝レオン・ジェロームやポール・デュボアに学んだ.。1887年に作品が国に買い上げられ、マリ・バシュキルツェフ賞(prix Marie Bashkirtseff)を受賞した。旅行奨学金を得て、スペイン、アルジェリア、モロッコを旅し、オリエンタリズムの作品を描くようになった。1880年にはモロッコのタンジェでジュール＝アレクシ・ミュニエ(1863-1942)やジョルジュ・ブレタニエール(Georges Brétegnier: 1860-1892)といった画家と活動し、彼らや、パスカル・ダニャン＝ブーベレ(1852-1892)とモロッコのテトゥアンまで写生旅行をした。
1890年に国民美術協会の会員に選ばれ、国民美術協会の展覧会に出展を続けた。
1897年に月刊の版画雑誌「レスタンプ・モデルヌ(L'Estampe Moderne)」に多色版画の作品「リーフ地方の女性(Femme du Riff)」を発表し、1900年のパリ万国博覧会にポスターを出展し、アルジェリア館で開催された、オリエンタリズム画家展（exposition des peintres orientalistes）のオーガナイザーになった。
1903年にレジオンドヌール勲章（シュバリエ）を受勲した。
1907年にフランス・オリエンタリスト画家協会(Société des Peintres Orientalistes Français)の展覧会に出展し、ナスレディーヌ・ディネ、ヴィクトール・プルーヴェ、ジャン＝アドルフ・シュダン(Jean-Adolphe Chudant: 1860-1929)らと商業美術家の全国組織(Union provinciale des arts décoratifs)の設立に貢献した。
1911年にフランス植民地の首長の授与する勲章(l'ordre du Nichan el Anouar)を受勲した。

## 作品

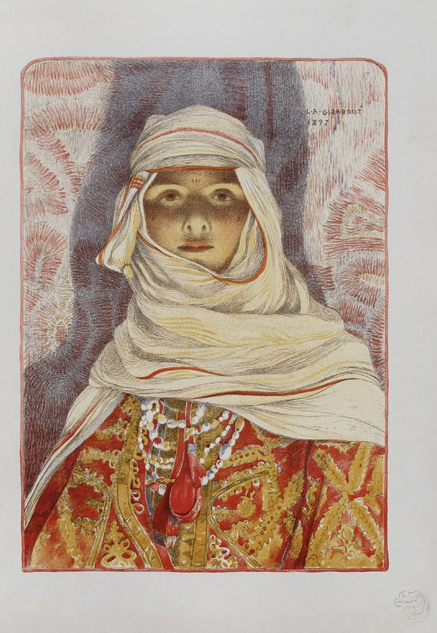
リーフ地方の女性、版画
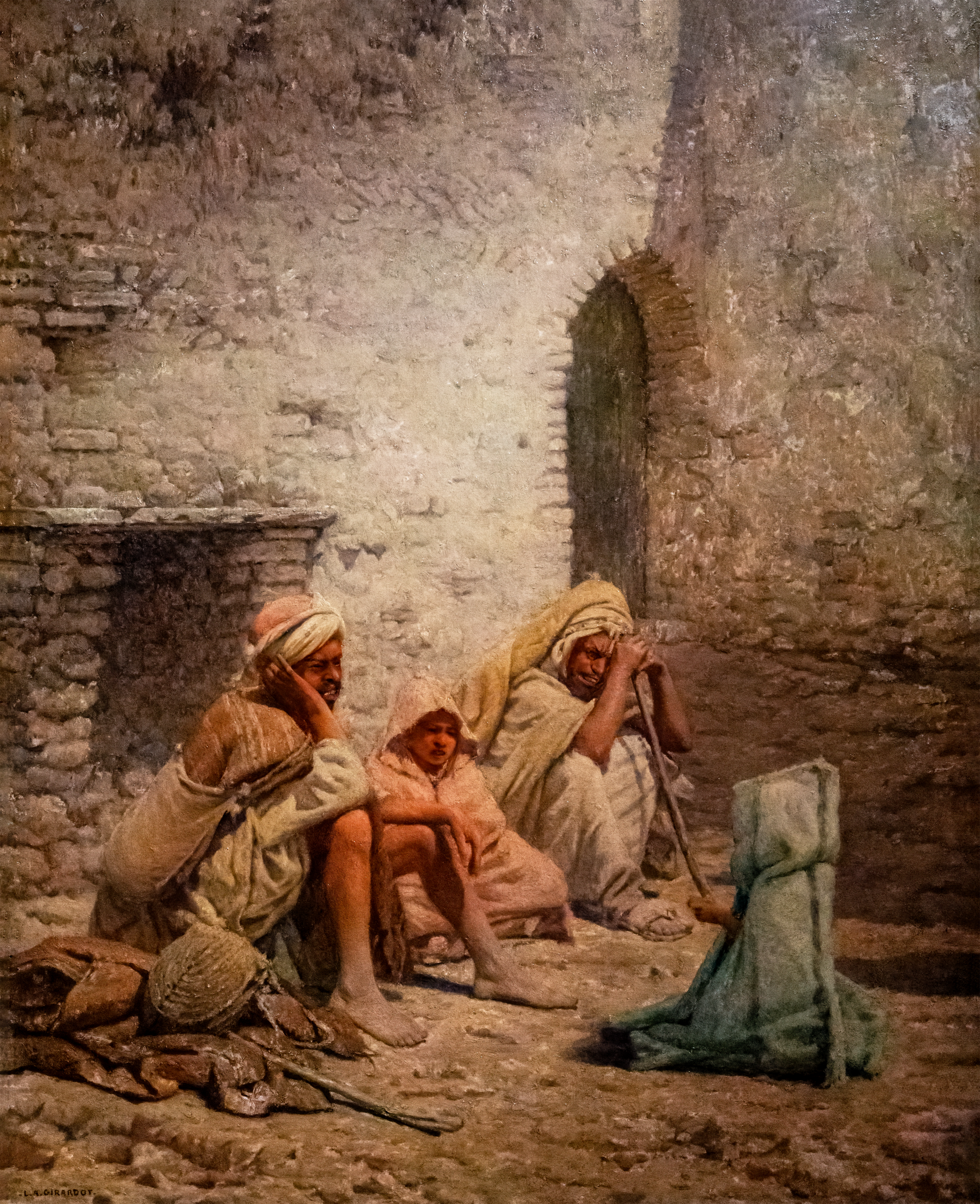
休息(c.1910) ナルボンヌの美術館蔵